# Richard Roth (Journalist)
Richard Roth (* 1955) ist ein Journalist aus den Vereinigten Staaten, der seit der Gründung des Nachrichtensenders 1980 für Cable News Network (CNN) arbeitete.

## Karriere
Roth studierte Journalismus an der New York University. Nach dem Bachelor-Abschluss arbeitete er als Moderator und Reporter für AP Radio und den New Yorker Fernsehsender WPIX, Channel 11. 1980 wurde er Redakteur im New Yorker Büro des Nachrichtensenders CNN, für den er später unter anderem über den zweiten Golfkrieg, den Fall des eisernen Vorhangs und das Tian’anmen-Massaker berichtete.
Als Korrespondent bei den Vereinten Nationen in New York moderierte er ab 1994 die wöchentlich auf CNN International ausgestrahlte Sendung Diplomatic License, die hauptsächlich in Interviews mit Diplomaten und Journalistengesprächen über die diplomatischen Verhandlungen und Entscheidungen der VN berichtete. Die Sendung wurde 2006 eingestellt; er arbeitete weiterhin als senior U.N. correspondent in New York.